# Kottelatlimia
Kottelatlimia es un género de peces teleóstenos de la familia de las Cobitidae y del orden de los Cypriniformes.

## Lista de especies
Según FishBase                                            (7 de julio de 2015):
- Kottelatlimia hipporhynchos Kottelat & Tan, 2008
- Kottelatlimia katik (Kottelat & Lim, 1992)
- Kottelatlimia pristes (Roberts, 1989)